# Trockenrasen-Zwergmarienkäfer

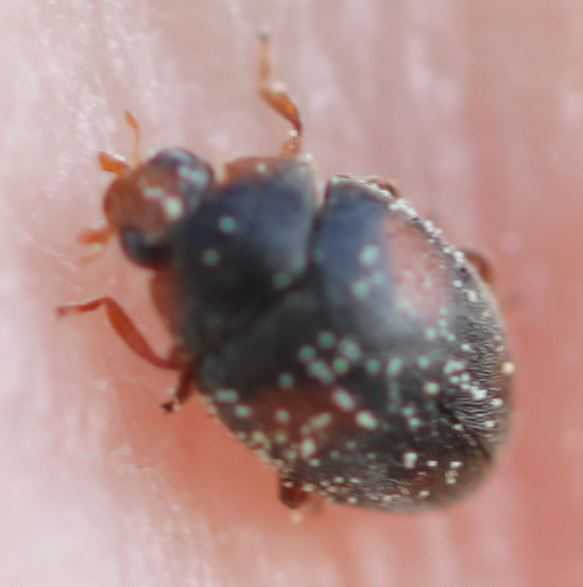
Trockenrasen-Zwergmarienkäfer (Scymnus frontalis)

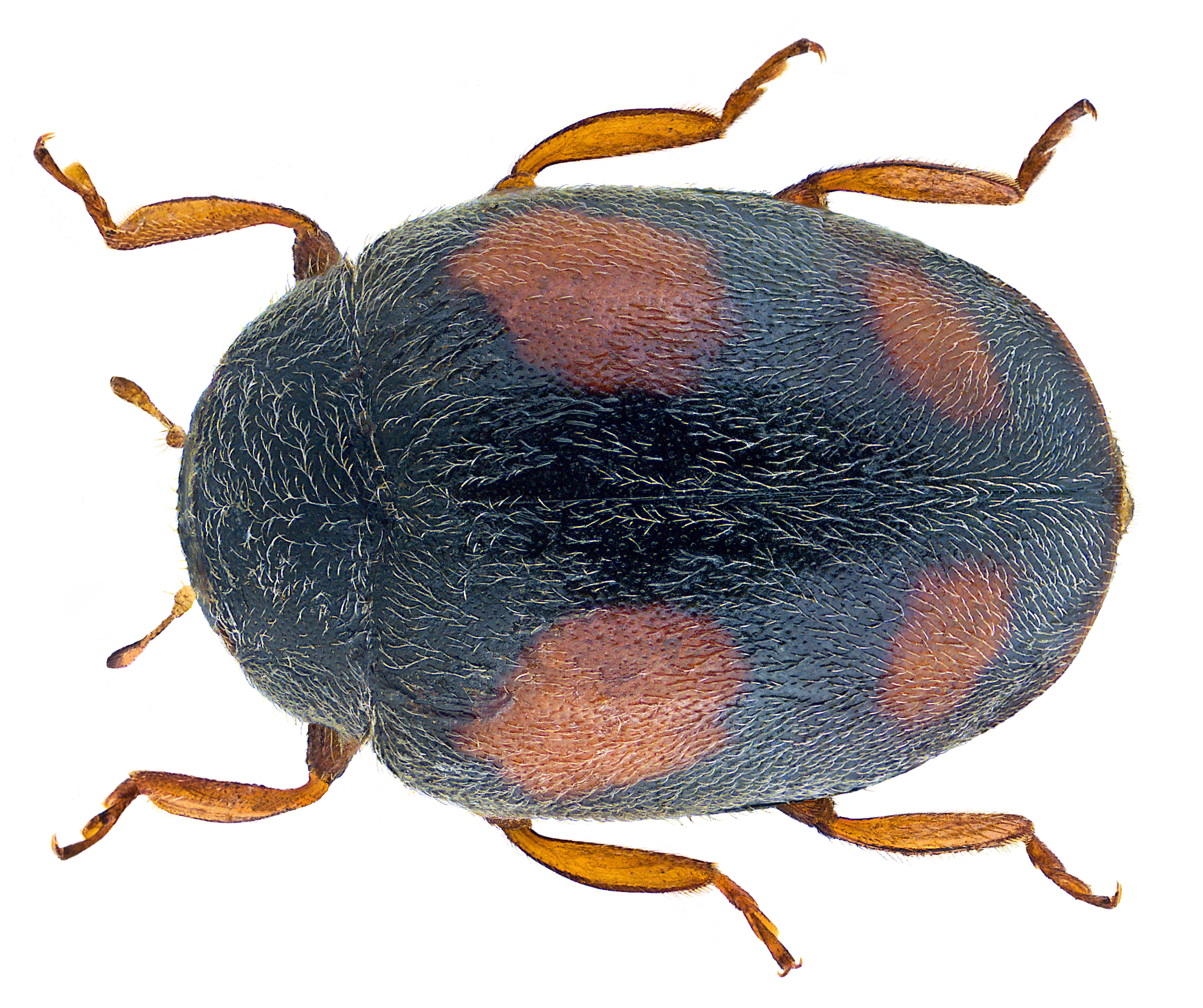
Präparat, Männchen

Der Trockenrasen-Zwergmarienkäfer (Scymnus frontalis) ist ein Käfer aus der Familie der Marienkäfer, Tribus Scymnini.

## Merkmale
Zur Tribus Scymnini gehören die kleinsten Marienkäfer. Der Trockenrasen-Zwergmarienkäfer erreicht eine Länge von nur 2 bis 3 Millimetern. Sein Körper ist länglich oval und mit kurzen grauen Haaren bedeckt. Auf dem dunklen Grund der Flügeldecken zeichnen sich meist vier rötliche Flecke ab, es können aber auch nur zwei oder keine Flecke vorhanden sein. Der Halsschild ist vorne und an den Seiten meist in größerer Ausdehnung rot. Die Beine sind rot gefärbt. Die Männchen besitzen einen roten Kopf, während dieser bei den Weibchen schwarz oder höchstens vorne rot gefärbt ist.

## Vorkommen
Die Art ist in Europa weit verbreitet. Sie fehlt lediglich auf den Britischen Inseln.

## Lebensweise
Die adulten Käfer beobachtet man meist zwischen April und Juli.
Die wärmeliebende Art bevorzugt als Lebensraum sonnenexponierte trockene Standorte, insbesondere Trockenrasen, Feld- und Wiesenraine sowie Waldränder. Man findet die Käfer meist auf krautigen Pflanzen und an Gräsern. Sie ernähren sich von Pflanzenläusen.